# سیسیل پارک، نیو ساوت ولز
سیسیل پارک (به انگلیسی: Cecil Park) یک منطقهٔ مسکونی در استرالیا است که در نیو ساوت ولز واقع شده‌است.